# Rinpungpa
Nhân Bạng Ba (Rin spungs pa, tiếng Hán: 仁蚌巴, bính âm: Rinpungpa) là một chính quyền đã thống trị phần lớn miền tây Tây Tạng và một số phần của miền Trung Tây Tạng từ năm 1440 đến năm 1565. Trong một giai đoạn quanh năm 1500, lãnh chúa của Nhân Bạng Ba đã tiến gần đến việc tập hợp các vùng đất của người Tạng xung quanh sông Yarlung Tsangpo dưới một chính quyền duy nhất, song sức mạnh của họ đã đi xuống sau năm 1512.

## Tiến đến quyền lực
Nguyên là các lãnh chúa của thái ấp Rinbung tại Tsang (Tây-Trung Tây Tạng), họ đã tận dụng một mối thù gia tộc bên trong triều đại Phách Mộc Trúc Ba (Phagmodrupa) vào năm 1434-35 và chiếm lấy cung Shigatse trọng yếu. Các thành viên của gia đình này là những người bảo trợ cho Ca nhĩ cư phái của Phật giáo, đối nghịch với Cách lỗ phái. Trong khi vẫn công nhận Phách Mộc Trúc Ba, họ sau đó đã xây dựng cho mình một thế lực hùng mạnh, lấy tước hiệu desi (nhiếp chính). Các vua Phách Mộc Trúc Ba là Drakpa Jungne (trị vì 1435-45) và Kunga Lekpa (trị vì 1448-81) đều có mẹ là các công chúa của Nhân Bạng Ba. Kunga Lekpa kết hôn với một con gái của lãnh chúa Nhân Bạng Ba, song cuộc hôn nhân đã bị quấy nhiễu bởi xung đột và một người bà con của bà là Donyo Dorje cuối cùng đã xâm lược lãnh địa trung tâm của nhà vua và buộc người này phải thoái vị vào năm 1481.

## Đỉnh cao của quyền lực chính trị
Mười năm sau, chú của Donyo Dorje là Tsokye Dorje lên làm nhiếp chính tại kinh đô Nêdong (1491-1499) của Phách Mộc Trúc Ba khi người kế vị Ngawang Tashi Drakpa còn ở tuổi vị thành niên. Vào những năm quanh 1500 đã chứng kiến đỉnh cao của quyền lực Nhân Bạng Ba, và thẩm quyền của Donyo Dorje gần như là tuyệt đối, được ủng hộ của các Cát mã ba (Karmapa) và Hạ mã ma (Shamarpa). Nhân Bạng Ba cũng có các hoạt động nhằm mở rộng quyền lực chính trị về phía tây. Năm 1499, vương quốc Cổ Cách tại Ngari (miền Tây Tây Tạng) đã phải thừa nhận Nhân Bạng Ba.

## Thụt lùi ở phía đông
Do áp lực từ các Cát mã ba và những người bảo trợ Nhân Dạng Ba của họ, Cách lỗ phái bị cấm tham gia vào lễ kỉ niệm năm mới và đại lễ Monlam tại Lhasa từ năm 1498 đến 1517. Tuy nhiên, sau cái chết của các lãnh chúa đầy quyền lực là Tsokye Dorje (1510) và Donyo Dorje (1512), sức mạnh của Nhân Bạng Ba bị suy giảm. Vào đầu thế kỷ thứ 16, Ngawang Tashi Drakpa của Phách Mộc Trúc Ba đã lấy lại ảnh hưởng trên một mức độ nhất định. Ông ta thân thiết với lãnh đạo Cách lỗ phái Gedun Gyatso (được tính là Đạt Lai Lạt Ma thứ hai), phe Ca nhĩ cư phái bị trục xuất ra khỏi Lhasa. Quyền lực trực tiếp của Nhân Bạng Ba tại Ü từ đó trở nên hạn chế.

## Các mối đe dọa từ bên ngoài và sụp đổ
Các thập niên tiếp theo đã chứng kiến các xung đột và hòa giải tạm thời giữa các phe phái ở miền trung của Tây Tạng. Năm 1532, cuộc xâm lược của tướng Hồi giáo Mirza Muhammad Haidar Dughlat (theo lệnh người cai trị Kashgar) đã đe dọa các lãnh địa của Nhân Bạng Ba trong một thời gian ngắn. Sự suy tàn quyền lực của Nhân Bạng Ba được đánh dấu bằng một cuộc xâm lược thất bại của vương quốc Ma Vực Cống Đường (Mangyül Gungthang) ở miền tây Tây Tạng vào năm 1555. Năm 1557, một trong những thuộc hạ của lãnh chúa Nhân Dạng Ba, Karma Tseten, người quản lý Shigatse từ 1548, đã nổi loạn. Đến năm 1565, người cai trị cuối cùng của Nhân Bạng Ba là Ngawang Jigme Drakpa đã bị Karma Tseten đánh bại, người này lập ra triều đại Tạng Ba.

## Danh sách người cai trị
- Norzang 1440-1466
- Kunzang 1466-k.1479 (con trai)
- Donyo Dorje k.1479-1512 (con trai)
- Ngawang Namgyal 1512-k.1550 (con trai của Tsokye Dorje, một con trai của Norzang)
- Dondup Tseten Dorje k.1550-? (con trai)
- Ngawang Jigme Drakpa ?-1565 (anh em)